# (8291) Bingham
(8291) Bingham (1992 RV1) – planetoida z grupy pasa głównego asteroid okrążająca Słońce w ciągu 4,18 lat w średniej odległości 2,59 au. Odkryta 2 września 1992 roku.